# Ряд ідіобластовий
Ряд ідіобластовий (рос. ряд идиобластовый, англ. idioblastic series, нім. Idioblastenreihe f, idioblastische Reihe f) – розміщення мінералів у метаморфічних гірських породах у порядку зменшення кристалізаційної сили. 